# كأس النرويج 1911
كأس النرويج 1911 (بالنرويجية: Norgesmesterskapet i fotball for menn 1911)‏ هو الموسم 10 من كأس النرويج. أشرف على تنظيمه اتحاد النرويج لكرة القدم، وكان عدد الأندية المشاركة فيه 9، وفاز فيه نادي لين.